# Carnival of Rust
Carnival of Rust es el segundo álbum de estudio de la banda de rock proveniente de Finlandia Poets of the Fall. Lanzado el 12 de abril de 2006 en Finlandia, el 12 de septiembre del mismo año en Suecia, en octubre fue lanzado en Australia, Rusia y Ucrania, el 20 de abril de 2007 en Alemania; y finalmente el 17 de diciembre de 2006, el álbum estuvo disponible para su compra internacional a través de la tienda de iTunes. Luego de su lanzamiento, el álbum fue directo a las listas de las 40 más escuchadas en Finlandia y se mantuvo en ellas por 26 semanas. Sólo dos semanas después de su lanzamiento, Carnival of Rust obtuvo la certificación de Disco de oro y a la fecha, ha vendido Platino.

## Lista de canciones
1. "Fire" – 3:59
2. "Sorry Go 'Round" – 3:35
3. "Carnival of Rust" – 4:20
4. "Locking Up the Sun" – 3:58
5. "Gravity" – 3:55
6. "King of Fools" – 4:07
7. "Roses" – 3:51
8. "Desire" – 4:10
9. "All the Way / 4U" – 4:08
10. "Delicious" – 3:54
11. "Maybe Tomorrow Is a Better Day" (Remastered) – 5:01
12. "Dawn" – 3:28

Bonus Track: Carnival of Rust music video

### Sencillos
| Sencillo            | Lanzamiento        | Posición en las listas |
| Sencillo            | Lanzamiento        | Finlandia              |
| ------------------- | ------------------ | ---------------------- |
| Carnival of Rust*   | Finlandia Alemania | 2                      |
| Sorry Go 'Round     | Finlandia          | 7                      |
| Locking Up the Sun* | Finlandia          | 3                      |

## Videos
- Carnival of Rust
- Locking up the Sun Archivado el 3 de enero de 2007 en Wayback Machine.

## Lanzamientos
| País                   | Fecha                  |
| ---------------------- | ---------------------- |
| Finlandia              | 4 de diciembre de 2006 |
| Suecia                 | 9 de diciembre de 2006 |
| Australia              | Octubre de 2006        |
| Rusia                  | Octubre de 2006        |
| Ucrania                | Octubre de 2006        |
| Alemania               | 20 de abril de 2007    |
| Internacional (iTunes) | 12 de abril de 2008    |

## Premios y nominaciones

### Premios
| Año  | Premio         | Título           |
| ---- | -------------- | ---------------- |
| 2006 | IFPI Finlandia | Disco de oro     |
| 2006 | IFPI Finlandia | Disco de platino |

### Nominaciones
| Año  | Premios          | Título                |
| ---- | ---------------- | --------------------- |
| 2006 | NRJ Radio Awards | Mejor Álbum Finlandés |
| 2007 | Emma Awards      | Best Rock Album       |